# Chindasuinth
Chindasuinth, död 653, var kung i västgotiska riket från 642 till 653. 